# Kasteel Gasterbos

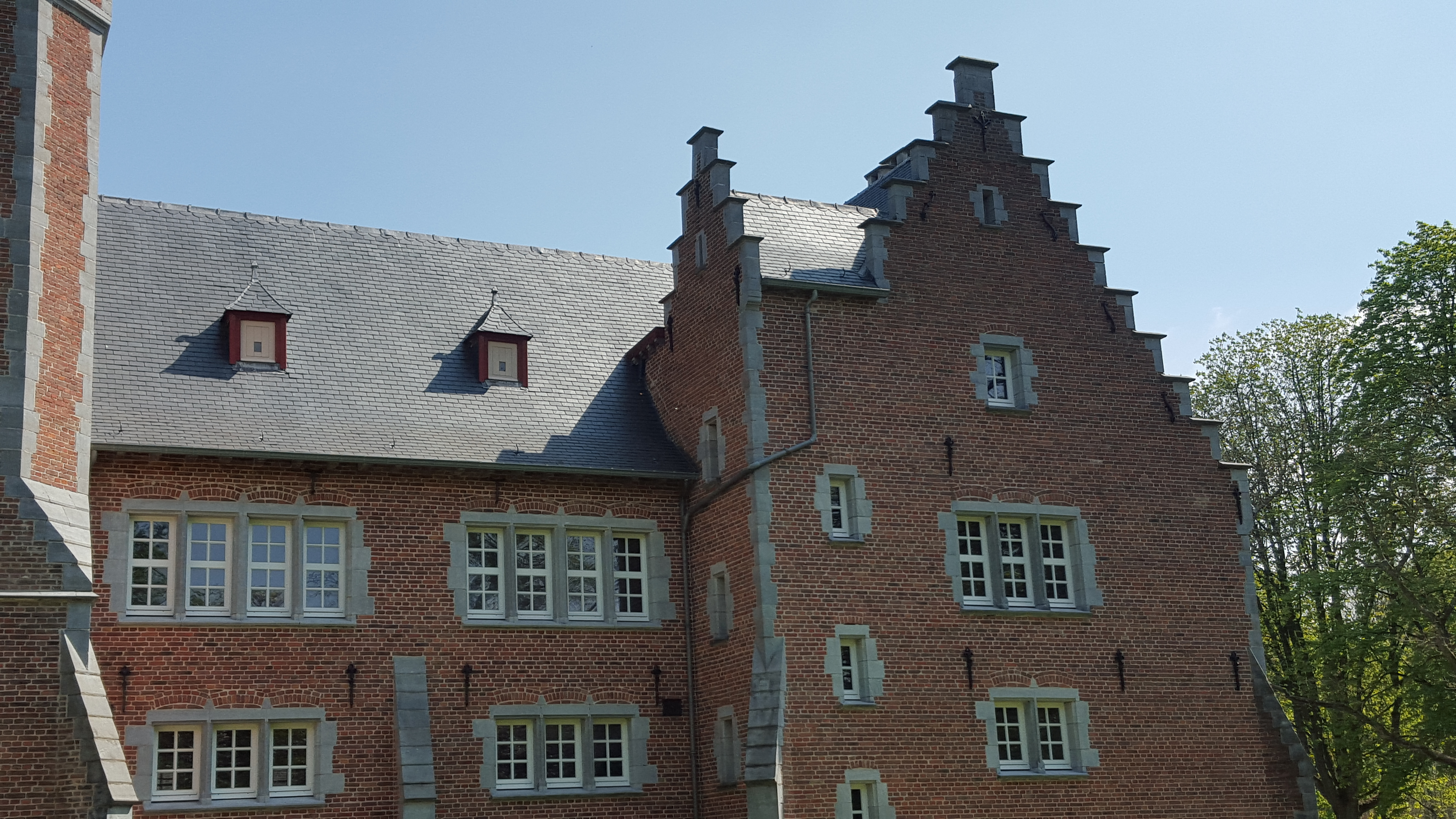

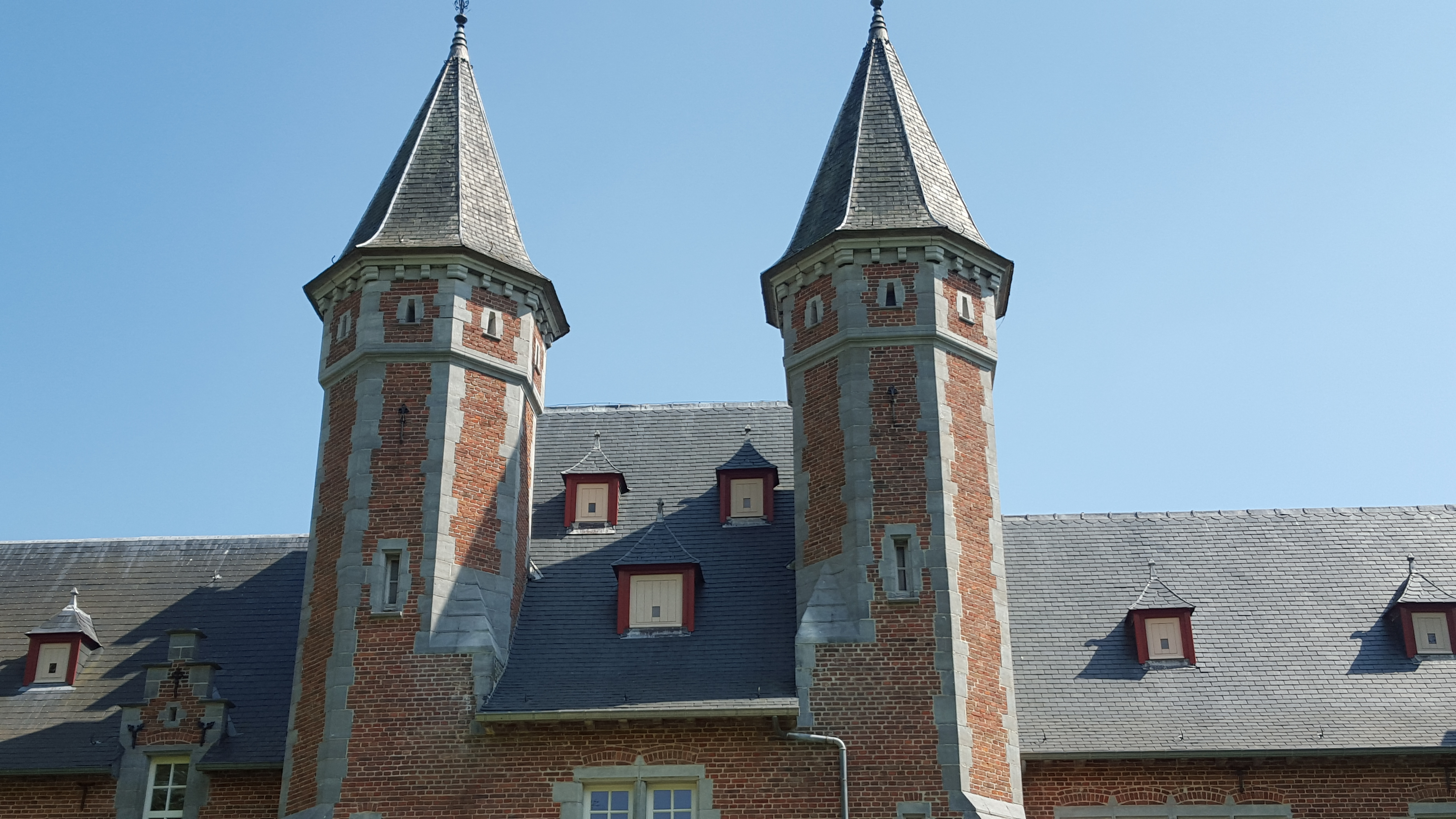
Torentjes boven de poort in typisch Romaanse stijl. Met als opvallendste kenmerk de dikke, zware muren en het robuuste uitzicht.

Kasteel Gasterbos is een kasteelachtig gebouw ten zuiden van Schulen, gelegen aan de Gasterbosstraat 1.
Het kasteel werd gebouwd in 1889-1890 naar een ontwerp van de Gentse architect Auguste Van Assche in Maaslandse neorenaissancestijl. De kasteelhoeve werd in 1902 ontworpen door de architecten Henri (1850-1919) en Valentin Vaerwyck. Het domein omvat dus het eigenlijke kasteel en een kasteelhoeve.
In vervanging van het vorige kasteel werd door eigenaar Hubert Van Willigen de opdracht gegeven om het huidige kasteel als volledige nieuwbouw te construeren. Het oude kasteel werd daarna gesloopt. De enige dochter Van Willigen erfde het goed Gasterbos en zo kwam dit voor enkele generaties in handen van haar nazaten: de familie de Moffarts. Begin 21e eeuw verkocht de familie de Moffarts het goed in twee delen: kasteel en gronden gingen naar de familie Lenaers en de kasteelhoeve werd verkocht aan de familie Pieck.
Het kasteelpark werd destijds aangelegd volgens de plannen van tuinarchitect Galoppin. De huidige eigenaar heeft het kasteel en de tuinen in hun vroegere glorie hersteld.
Het kasteel is een bakstenen rechthoekig bouwwerk, met een breukstenen plint en voorzien van enkele trapgevels. De kasteelhoeve, een gesloten boerderij in dezelfde stijl, is van 1902.

De kasteelhoeve van Gasterbos
Het kasteeldomein Gasterbos in Schulen (Herk-de-Stad) is via een eikendreef met de Gasterbosstraat (kasseiweg) verbonden. De geschiedenis van het domein klimt op tot ten minste de 17de eeuw: het is gegroeid uit een hoeve die gebouwd werd met kapitaal geleend bij het Gasthuis van Halen.
Toen die lening niet werd afbetaald kwam de hoeve in het bezit van dat gasthuis, wat de naam verklaart van het domein. Het goed werd door het gasthuis in 1718 verkocht aan Arnold Briers en Ida van Manshoven. Het kasteel werd in 2004 beschermd als monument. Het kasteel is vooral bekend vanwege de opnames van het VTM-programma Château Bravoure die er plaatsvonden.
Bij de herstelling van de kasteelhoeve van Gasterbos (2015) werd monumentenzorg betrokken.